# Поттиевые (семейство)
Поттиевые (лат. Pottiaceae) — семейство мхов порядка Поттиевые (Pottiales). 
Однолетние, двулетние или многолетние растения. Напочвенные, наскальные или эпифитные, образующие дерновинки или растущие среди других мхов одиночно и группами. Дерновинки могут быть как мелкие, так и мощные.  
Стебли могут быть простые, или вильчато или пучковидно разветвленные, густо облиственные в много рядов у основания, а иногда и выше с ризоидным войлоком, длиной от 0,2 до 4 см (иногда до 10 см). В сечении округло-пятиугольные, иногда округло-треугольные. Гиалодерма обычно отсутствует, иногда присутствует склеродерма. Обычно с центральным пучком. 
Листья широкие, от яйцевидных до лопатчатых, вогнутые или килеватые, с цельным краем или зубчатые, с плоскими или отвороченными краями, обычно однослойные, длиной 1,5—3,5 мм. Клетки вверху листа паренхимные, с толстыми стенками, обычно густопапиллозные, внизу листа — удлинённые, прямоугольные, гладкие, прозрачные.
Жилка обычно мощная. Она не доходит до верхушки листа или выступает из неё острым кончиком, либо длинным, часто бесцветным волоском. Иногда на брюшной стороне жилки в верхней половине листа образуются зелёные ассимиляционные выросты. 
Ножка спорогония удлиненная или очень короткая, в последнем случае коробочка погружена в листья перихеция. Коробочка обычно прямостоячая, прямая или согнутая, от продолговато-яйцевидной до цилиндрической, редко шаровидная, обычно с отпадающей крышечкой. Иногда крышечка не намечена или намечена, но не отпадает. Перистом простой, с 16 или 32 зубцами, либо отсутствует. Если зубцов перистома 16, то они плоские, не расщеплённые, стоящие прямо или скошенные вправо, на низкой основной перепонке. Если зубцов 32, то они почти до основания расщеплены на нитевидные, спирально завитые влево доли, на низкой или высокой основной перепонке. Крышечка конусовидно-клювовидная, или отсутствует. Колпачок клобуковидный или шапочковидный, обычно длинный, покрывает всю коробочку. Реже колпачок покрывает только крышечку. 
Распространены по всему земному шару, в самых разных условиях, преимущественно в умеренных широтах и горах. Многие поттиевые адаптированы к засушливому климату и являются доминирующими мхами аридных регионов. Более 1500 видов, что составляет около 10 % от общего числа видов мохообразных, более точная систематика затруднена полиморфизмом. В России 75 видов.

## Роды
В классификации, предложенной Goffinet B. и W. R. Buck в 2006 году, семейство включает 45 родов:
- Acaulon C. Muell.
- Aloina Kindb.
- Anoectangium Schwaegr.
- Aschisma Lindb.
- Astomum Hampe
- Barbula Hedw. — Барбула
- Bryoerythrophyllum P.C. Chen — Бриоэритрофиллум
- Crossidium Jur.
- Crumia Schof.
- Desmatodon Brid.
- Didymodon Hedw. — Дидимодон
- Ephemerum Hampe
- Eucladium Bruch et Schimp. in B.S.G.
- Geheebia Schimp.
- Globulinella Steere
- Gymnostomiella Fleisch.
- Gymnostomum Nees et Hornsch. in Nees et al. — Гимностомум
- Gyroweisia Schimp.
- Husnotiella Card.
- Hymenostylium Brid. — Гименостилиум
- Hyophila Brid. — Гиофила
- Leptodontium (C. Müll.) Hampe ex Lindb.
- Luisierella Thér. & P. Varde in P. Varde
- Micromitrium Aust.
- Molendoa Lindb. — Молендоа
- Neohyophila Crum
- Oxystegus (Limpr.) Hilp. — Оксистегус
- Paraleptodontium Long
- Phascum Hedw.
- Pleurochaete Lindb.
- Pottia (Reichenb.) Fürnr.
- Pseudocrossidium Williams — Псевдокроссидиум
- Pterygoneurum Jur.
- Rhexophyllum Herzog
- Scopelophila (Mitt.) Lindb.
- Splachnobryum C. Muell.
- Stegonia Vent.
- Timmiella (De Not.) Limpr.
- Tortella (Lindb.) Limpr. — Тортелла
- Tortula Hedw. — Тортула
- Trichostomopsis Card.
- Trichostomum Bruch — Трихостомум
- Triquetrella C. Muell.
- Tuerckheimia Broth.
- Weissia Hedw. — Вайссия